# Miguel Villalta
Miguel Ángel Villalta Hurtado (ur. 16 czerwca 1981 w Cuzco) – peruwiański piłkarz występujący na pozycji obrońcy. Zawodnik klubu FBC Melgar.

## Kariera klubowa
Villalta zawodową karierę rozpoczynał w 1999 roku w zespole Cienciano. Jego barwy reprezentował przez 2 sezony. W 2001 roku przeszedł do ekipy Juan Aurich. W tym samym roku odszedł jednak do Sportingu Cristal. W 2002 i 2005 wywalczył z nim mistrzostwo Peru, a w 2003 i 2004 wicemistrzostwo tego kraju.
W 2006 roku Villalta wrócił do Cienciano. W tym samym roku wywalczył z nim wicemistrzostwo Peru. W 2007 roku ponownie został graczem Sportingu Cristal. Tym razem jego barwy reprezentował przez 4 sezony. W 2011 roku podpisał kontrakt z zespołem FBC Melgar.

## Kariera reprezentacyjna
W reprezentacji Peru Villalta zadebiutował 23 lutego 2003 roku w wygranym 5:1 towarzyskim meczu z Haiti. 18 sierpnia 2005 roku w wygranym 3:1 towarzyskim spotkaniu z Chile strzelił pierwszego gola w drużynie narodowej.
W 2007 roku Villalta został powołany do kadry na Copa América. Na tym turnieju, zakończonym przez Peru na ćwierćfinale, zagrał w pojedynkach z Urugwajem (3:0), Wenezuelą (0:2) i Argentyną (0:4). W meczu z Urugwajem zdobył także bramkę.